# Eurois brunnescens
Eurois brunnescens là một loài bướm đêm trong họ Noctuidae.